# Burgstall Altes Schloss (Düsselbach)
Der Burgstall Altes Schloss war eine, vermutlich hochmittelalterliche, Adelsburg westlich des Dorfes Düsselbach in der Gemeinde Vorra im mittelfränkischen Landkreis Nürnberger Land in Bayern, Deutschland.
Der Burgstall der Höhenburg ist frei zugänglich und dient als Aussichtspunkt.

## Geographische Lage
Die ehemalige Burg befindet sich im südlichen Bereich des Naturparks Fränkische Schweiz-Veldensteiner Forst in 567 m ü. NHN Höhe auf einer felsigen Erhebung eines Höhenrückens zwischen dem Tal der Pegnitz im Osten und dem Tal des Sittenbachs im Westen, etwa 1700 Meter westlich der Ortschaft Düsselbach, circa 30 Kilometer nordöstlich der Stadt Nürnberg.
Man kann den Burgstall erreichen, indem man auf der Straße von Vorra nach Stöppach einem Wanderweg mit der Markierung Gelbstrich waagrecht nach Süden folgt. Der Weg führt direkt am Burgstall vorbei.
In der Nähe lagen weitere mittelalterliche Befestigungen, nordnordwestlich die Burg Hohenstein, südwestlich der Burgstall Kleiner Hansgörgel auf dem gleichnamigen Berg bei Hersbruck und südöstlich die Burgruine Lichtenstein über Pommelsbrunn.

## Geschichte der Burg
Über die ehemalige Burg gibt es keine historischen Nachrichten. Der Zeitpunkt ihrer Erbauung, der Erbauer und selbst der Name der Burg sind unbekannt. Denkbar ist eine Zuordnung der Ministerialen von Alfalter, die zur Dienstmannschaft der Reichenecker gehörten. Sie lassen sich von 1362 bis 1433 nachweisen. Ob die Burg nach dem Aussterben oder Abwandern der Herren von Alfalter aufgegeben wurde, oder ob sie in einer kriegerischen Auseinandersetzung zerstört wurde, ist unbekannt.
Bislang aufgefundene Keramikreste verweisen die eher kleine Burg in das 13. Jahrhundert. Walter Heinz vermutet eine Entstehung schon im 11. oder 12. Jahrhundert.
Eine erste Erwähnung einer Burg an dieser Stelle findet sich erst 1596 auf einer Karte des Nürnberger Kartographen Paul Pfinzing. Er bezeichnete die Stelle mit „Bei dem alten Schlosssteinhügel“.
Die Aufgabe der Burg könnte die Überwachung einer Kreuzung zweier Altstraßen gewesen sein. Eine Straße führte von Hersbruck über Großviehberg und Hohenstein nach Betzenstein, eine zweite von Kirchensittenbach nach Düsselbach. Sie kreuzten sich ganz in der Nähe der ehemaligen Burg auf dem Höhenrücken.

## Beschreibung des Burgstalls

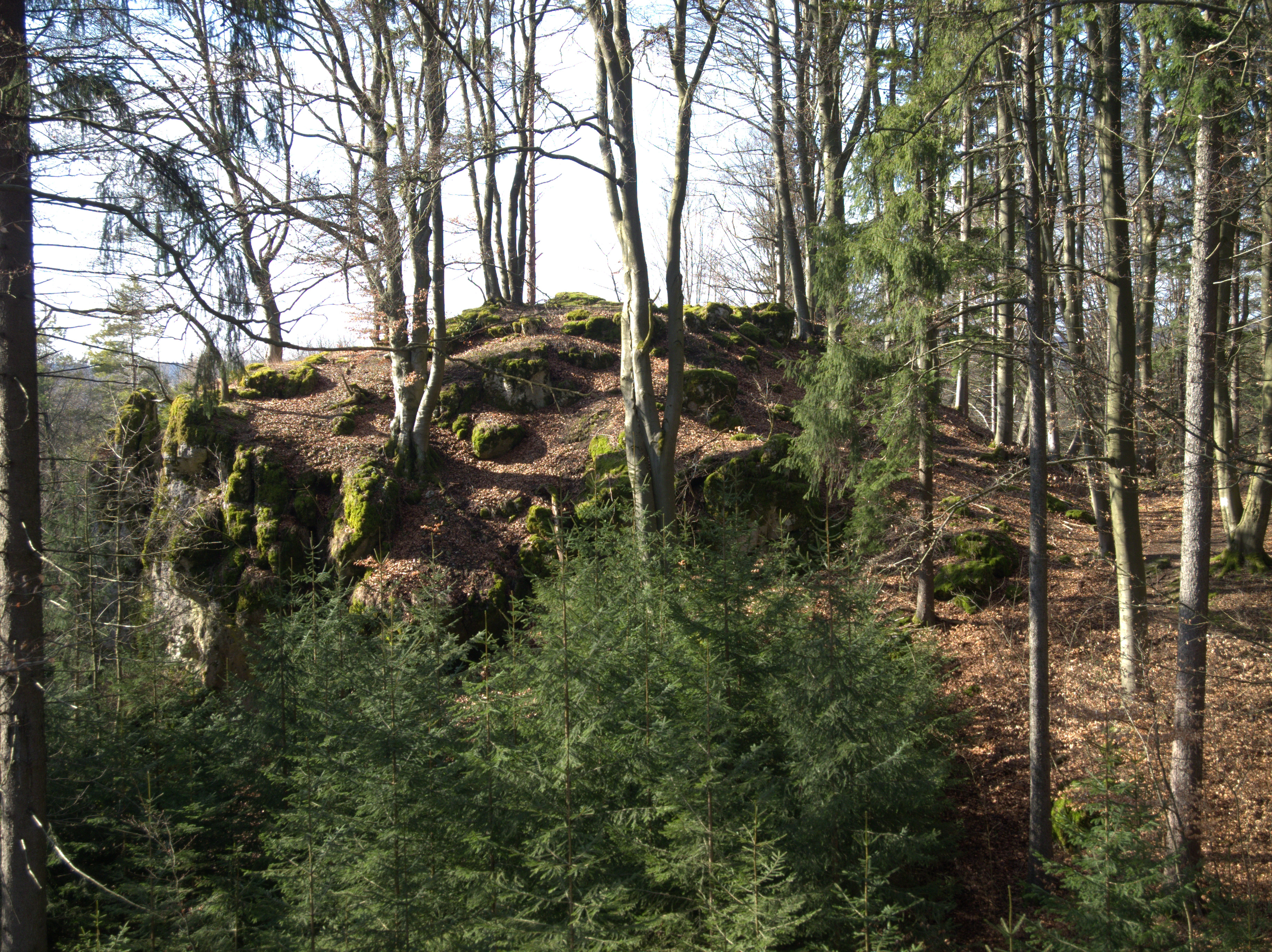
Bild 2: Ansicht des Burgfelsens aus südöstlicher Richtung

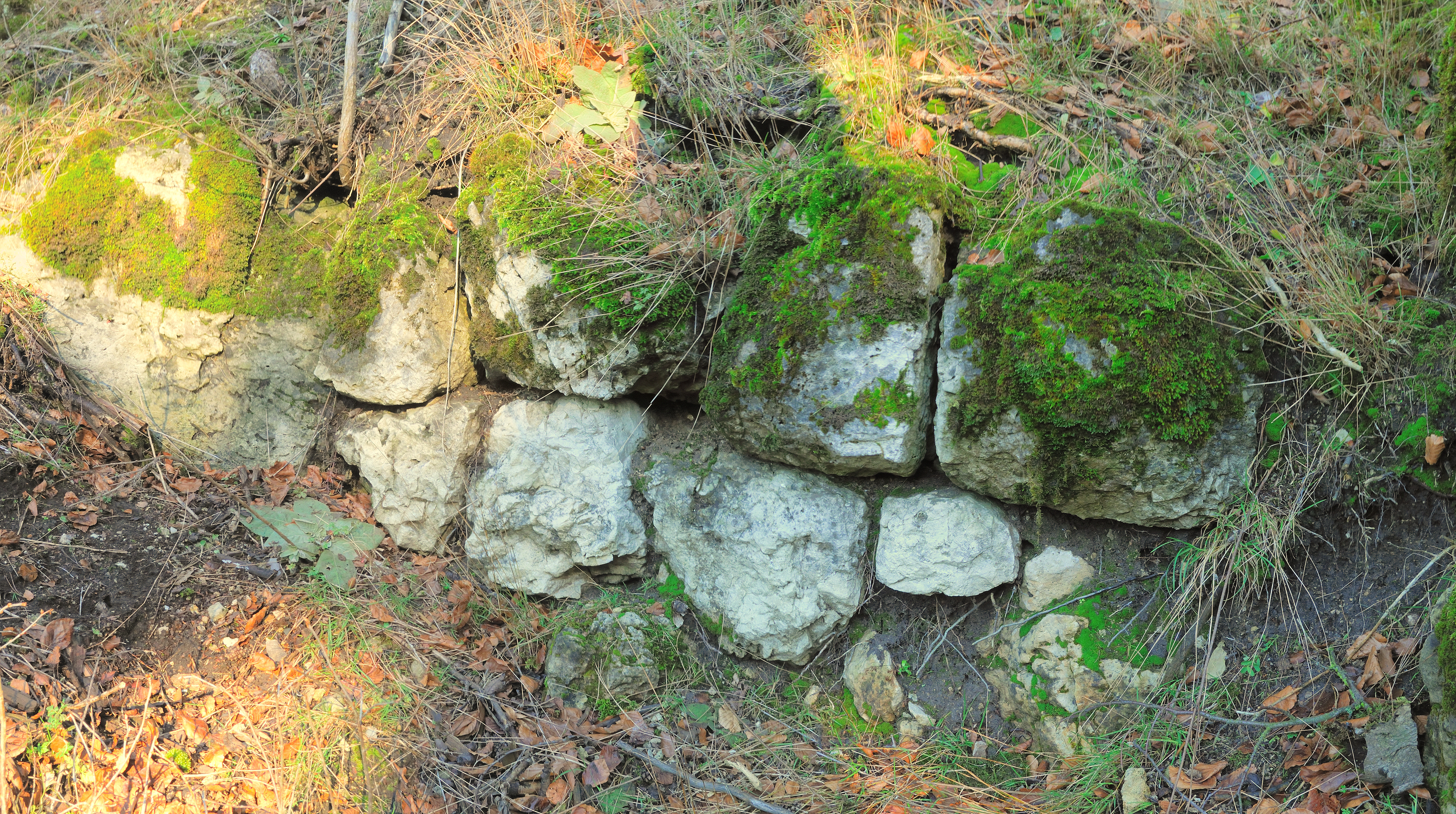
Bild 3: Letzter größerer Mauerrest in einer Felsspalte

Der Höhenzug am Standort der ehemaligen Burg bildet einen Bergrücken in Nord-Süd-Richtung mit zwei Felsriffen. Auf dem Plateau des südlichen Felsriffs stand die Burg.
Sie war eine einteilige Anlage auf einem felsigen Plateau mit den Maßen von etwa 24 mal 12 Metern und hatte keine Vorburg, was auf ein hohes Alter schließen lässt.
Das Plateau fällt nach Westen (Bild 1) und Süden senkrecht etwa vier bis zehn Meter ab, auf der Nord- und Ostseite (Bild 2) dagegen läuft es rund vier Meter mäßig steil aus.
Das Plateau war von einer Ringmauer umgeben, von der noch ein letzter Mauerrest mit zwei Quaderlagen zu je vier Quadern in einer Felsspalte auf der Westseite zu sehen ist (Bild 3), außerdem sind Grundmauerreste auf der Ostseite vorhanden. Der nördliche Teil der Ringmauer ist als Hangkante noch zu erkennen. Vom südlichen Teil ist dagegen nichts mehr zu sehen.
Im nördlichen verebneten Teil der Burganlage stand vermutlich ein Gebäude mit den Maßen von 10 mal 5 Metern, das auf der Nord-, West- und Ostseite von der Ringmauer gebildet wurde. Die Südseite bestand aus einer Querwand zwischen der östlichen und westlichen Ringmauer, die vermutlich den Übergang zu einem Burghof bildete. Auch im Süden der Burganlage stand wohl ein Gebäude. Das Gelände dazwischen ist felsig, dort sind keine Bebauungsspuren zu erkennen.
Der Zugang zur Burg befand sich vermutlich am nördlichen Ende des Plateaus und führte durch das Gebäude. Am nördlichen und östlichen Fuß des Plateaus ist eine schwache Geländemulde zu sehen, möglicherweise lag dort ein Graben.
Im nördlichen und östlichen Bereich des Burgstalles kann man Mörtelreste, Ziegeltrümmer und Keramikreste entdecken.